# Religionsunterricht
Aufgabe des Religionsunterrichtes (früher auf Zeugnissen auch gekennzeichnet als Religionslehre) ist es, in die Glaubensinhalte, Geschichte und Wertesysteme einer oder auch verschiedener Religionen einzuführen. Man unterscheidet schulischen Religionsunterricht (schRU) und außerschulischen Religionsunterricht (aRU).
Religionsunterricht wird in der Regel aus der bekennenden Warte einer Lehrkraft erteilt, die der betreffenden Religionsgemeinschaft angehört. Somit gibt der Religionsunterricht von vornherein nicht vor, von einem neutralen Standpunkt aus erteilt zu werden. Bei der Religionskunde oder auch dem Ethikunterricht hingegen haben Lehrkräfte ihre eigenen Bekenntnisse oder Überzeugungen hintanzustellen und lediglich vergleichende Kenntnisse über verschiedene Religionen und deren Glaubenslehren zu vermitteln.
Die Traditionen und Gestaltungen des Religionsunterrichtes und gegebenenfalls auch die Einbindung in den allgemeinen Schulunterricht differieren bereits innerhalb Europas erheblich.
Nicht selten wird Religionsunterricht außerschulisch, also außerhalb des offiziellen Schulbetriebs durch die verschiedenen Glaubensgemeinschaften als Gemeindeunterricht (früher auch „Sonntagsschule“) und Ähnlichem erteilt. Solche Formen sind z. B. die Kinderkirche, der Erstkommunions-, Firmungs- bzw. Konfirmandenunterricht, Bibelstunden oder Koranschulen. Die Konfessionen erteilen ihren Religionsunterricht in den jeweiligen Gemeindezentren bzw. Schulen, in ihren Gotteshäusern (Kirchen, Moscheen, Synagogen, Tempeln usw.) oder bei kleinen Konfessionen in privaten Räumlichkeiten.

## Religionsunterricht weltweit

### Amerika

#### USA
In den Vereinigten Staaten von Amerika wird an öffentlichen Schulen kein Religionsunterricht erteilt, sondern ausschließlich von den Religionsgemeinschaften in deren eigenen Einrichtungen angeboten. Dies entspricht den Grundsätzen der Trennung von Staat und Kirche und der Religionsfreiheit gemäß dem ersten Zusatz zur Verfassung der Vereinigten Staaten.

### Asien

#### Türkei
Der Religionsunterricht in der Türkei ist stark vom kemalistischen Grundsatz des Laizismus geprägt. Faktisch bestehen in der Türkei heute drei unterschiedliche Formen des Religionsunterrichts: Der staatliche Unterricht an den Schulen; der von den islamischen Religionsgemeinschaften getragene „Koranunterricht“, der allerdings unter der Aufsicht des Diyanet İşleri Başkanlığı (Präsidium für religiöse Angelegenheiten) steht; sowie drittens die eher illegalen Formen geheimer Korankurse.

### Europa

#### Dänemark
In Dänemark schreibt das nationale Schulgesetz (folkeskolelov) § 5.1 c) fest, dass Christentumslehre (kristendomskundskab) von der 0. bis zur 9. unterrichtet wird, mit Ausnahme des Jahrgangs, in dem der Konfirmandenunterricht stattfindet. Das ist in der 7. oder 8. Klasse der Fall. Der Konfirmandenunterricht findet in einem Raum außerhalb der Schule statt und wird normalerweise von dem Pastor wahrgenommen, der auch die Konfirmation vornimmt.
Kristendomskundskab ist ein obligatorisches, nichtverkündendes Schulfach, das unter anderem zur Aufgabe hat, die Schüler mit der christlichen Kultur Dänemarks vertraut zu machen und zu ihrem Verständnis anderer Kulturen beizutragen. Eltern können ihre Kinder vom Fach freistellen lassen, es wird jedoch keine Unterrichtsalternative angeboten.
Das Fach ist nicht obligatorisch für die Abschlussprüfung der Grundschule (Folkeskolens Afgangsprøve). Es kann aber vom Unterrichtsministerium als mündliches Prüfungsfach zugelost werden.
Der Lehrplan (Fælles Mål) des Faches sieht vor, dass die Schüler ab der 7. Klasse auch über die anderen Weltreligionen unterrichtet werden.
2015 wurde das Fach mehrheitlich von Lehrern unterrichtet, die das Fach nicht im Rahmen ihrer Lehrerausbildung studiert haben (57 %, Stand: Schuljahr 2014/15).

#### Deutschland
Der Religionsunterricht in Deutschland im Sinne des Grundgesetzes ist schulischer Religionsunterricht in öffentlichen Schulen. Daneben steht es Religionsgemeinschaften frei, religiöse Unterweisung auch als außerschulischen Religionsunterricht anzubieten.
Erteilt wird der Religionsunterricht entweder von staatlichen Lehrkräften (beauftragt von den konfessionellen Institutionen und unter deren Fachaufsicht) oder direkt von der jeweiligen Glaubensgemeinschaft ausgebildeten und beauftragten Lehrkräften. In Deutschland erfolgt die Ausbildung der Religionslehrer an Religionspädagogischen Instituten sowie an theologischen Fakultäten staatlicher Universitäten.
Hauptanbieter an deutschen Schulen sind die dem Christentum angehörenden Konfessionen bzw. Bekenntnisse der evangelischen und römisch-katholischen Kirchen, an deren Religionsunterricht u. a. auch freikirchliche und orthodoxe Schüler teilnehmen, sofern kein eigener Religionsunterricht angeboten wird. Insbesondere die Einladung zur Teilnahme am evangelischen Religionsunterricht richtet sich seit jeher an alle Schüler, egal, ob sie einer Glaubensgemeinschaft angehören oder nicht. Jüdischer Religionsunterricht wird in den Ländern Baden-Württemberg, Bayern, Berlin, Niedersachsen und Nordrhein-Westfalen angeboten. Seit 2003 wird in Berlin an drei öffentlichen Schulen auch jahrgangs- und schulübergreifend buddhistischer Religionsunterricht angeboten. In Nordrhein-Westfalen und Niedersachsen gibt es seit 2012 bzw. 2013 „islamischen Religionsunterricht“, in zahlreichen anderen Bundesländern wird das Fach im Rahmen von Modellversuchen erprobt.

#### Frankreich
In Frankreich findet grundsätzlich kein schulischer Religionsunterricht statt. 1905 beschloss das damalige Parlament das Gesetz zur Trennung von Kirche und Staat; dieses gilt bis heute.   In drei Départements Frankreichs (Haut-Rhin, Bas-Rhin und Moselle) trat das Gesetz von 1905 nicht in Kraft, weil sie von 1871 bis Kriegsende 1918 bzw. bis zum Inkrafttreten des Versailler Vertrags als Reichsland Elsaß-Lothringen ein Bestandteil des Deutschen Reiches waren. Dort gilt noch das Konkordat von 1801; in diesen Départements wird ein schulischer Religionsunterricht in staatlicher Trägerschaft erteilt.

#### Italien
In Italien ist der römisch-katholische Religionsunterricht ein Wahlfach in allen staatlichen Schulen. Die Eltern, die diesen nicht wünschen, müssen ihre Kinder explizit abmelden.

#### Luxemburg
In Luxemburg wurde mit dem Beginn des Schuljahres 2016/2017 der Religionsunterricht als reguläres Unterrichtsfach abgeschafft. Der Religionsunterricht als Wahlfach wurde durch einen einheitlichen und verpflichtenden Werteunterricht ersetzt.

#### Norwegen
Das Unterrichtsfach wurde in den vergangenen Jahren mehrfach reformiert. Hauptstreitpunkt bildete die Gewichtung der christlichen Lehrinhalte.

#### Österreich
In Österreich ist der Religionsunterricht ein Pflichtgegenstand für alle Schüler, die einer gesetzlich anerkannten Kirche oder Religionsgesellschaft angehören. Der Religionsunterricht wird durch die betreffende gesetzlich anerkannte Kirche oder Religionsgesellschaft besorgt, geleitet und unmittelbar beaufsichtigt. Die Ausbildung der Religionslehrkräfte erfolgt meist an Pädagogischen Hochschulen (früher: Religionspädagogische Akademien).
Siehe auch: Ethikunterricht in Österreich

#### Polen
Der Religionsunterricht in Polen findet an allen Schulen und Kindergärten mit öffentlicher Trägerschaft statt. Es handelt sich offiziell um ein nichtpflichtiges Schulfach (entspricht grob dem deutschen Begriff „Wahlfach“). Meistens werden jedoch alle Schüler durch die Schulverwaltung zunächst pauschal zum römisch-katholischen Religionsunterricht angemeldet und die Eltern, die 
diesen nicht wünschen, müssen ihre Kinder explizit abmelden.

#### Schweiz
Die rechtliche Stellung und die inhaltliche Gestaltung des Religionsunterrichts an den öffentlichen Schulen sieht in jedem Kanton der Schweiz anders aus. Der konfessionelle Religionsunterricht ist aufgrund der verfassungsmässig garantierten Religionsfreiheit in der Schweiz als fakultatives Fach getrennt vom übrigen Unterricht zu erteilen.

#### Vereinigtes Königreich
Der Religionsunterricht ist in jedem der vier Länder innerhalb des Vereinigten Königreichs unterschiedlich strukturiert.
In England nimmt die Religionspädagogik eine ungewöhnliche Stellung im Lehrplan ein. Dies liegt daran, dass der Religionsunterricht Teil des „Basislehrplans“ und nicht Teil des „Nationalen Lehrplans“ ist. Seit dem Elementary Education Act 1870 ist eine gesetzliche Klausel enthalten, die es Eltern erlaubt, ihre Schüler aus irgendeinem Grund aus dem Religionsunterricht zu entfernen.
In England ist die jüngste Gesetzgebung zum Religionsunterricht das Bildungsreformgesetz von 1988. Dieses Gesetz legt fest, dass jede lokale Behörde einen Lehrplan erstellen muss, der die Ziele und Inhalte des Religionsunterrichts enthält. Eine Kommunalbehörde muss einen Ständigen Beirat für Religionsunterricht [im Englischen wird allgemein die Abkürzung SACRE verwendet] organisieren, dem Vertreter der örtlichen religiösen Glaubensgemeinschaften, Lehrer und die Kommunalbehörde selbst angehören.
Es gibt nur wenige staatliche Anleitungen dazu, was eine lokale Behörde und ein ständiger Beirat für Religionsunterricht in ihren Lehrplan aufnehmen müssen, aber das Bildungsreformgesetz von 1988 stellt klar, dass ein Lehrplan „die Tatsache widerspiegeln muss, dass die religiösen Traditionen in Großbritannien in der Hauptchristen, wobei die Lehren und Praktiken der anderen in Großbritannien vertretenen Hauptreligionen berücksichtigt werden.“
Der Academies Act 2010 führte Akademien in England ein. Akademien werden staatlich finanziert, bleiben aber außerhalb der Kontrolle der lokalen Behörden. Die Leiter der Akademie können sich zwar dafür entscheiden, weiterhin dem lokal vereinbarten Lehrplan für ihr Gebiet zu folgen, es besteht jedoch keine gesetzliche Verpflichtung dazu.
Zwischen 2017 und 2020 untersuchte ein Projekt der University of Birmingham die persönlichen Perspektiven und beruflichen Überzeugungen von Religionslehrern in England. Der Abschlussbericht dieses Projekts enthält vier Hauptergebnisse, die auf 30 Interviews und 314 Umfrageteilnehmern basieren. Erstens wurde festgestellt, dass persönliche Weltanschauungen die Vision der Religionslehrer davon beeinflussten, was das Fach sein sollte, und ihre Motivation untermauerten, das Fach zu unterrichten. In der Vergangenheit wurde darüber diskutiert, ob Religionslehrer danach streben sollten, im Klassenzimmer neutral oder unparteiisch zu sein; Dieser Befund legt jedoch nahe, dass eine solche Position für den Religionslehrer möglicherweise überhaupt nicht wünschenswert ist. Der Bericht führt auch aus, dass bei Religionslehrern durchweg faire und tolerante Ansichten über andere Religionen und Weltanschauungen festgestellt wurden. Unter den befragten Religionslehrern herrschte starke Übereinstimmung darüber, dass der Religionsunterricht zur Charakterentwicklung beiträgt, wobei 97,7 % der Religionslehrer dieser Meinung stark zustimmten oder dieser Meinung zustimmten. Religiöse Religionslehrer waren eher der Meinung, dass Religionen selbst einen guten Charakter fördern. In einem später veröffentlichten Zeitschriftenartikel wurden auch Unterschiede in der Art und Weise festgestellt, wie Lehrer in gläubigen und nicht-religiösen Schulen an Tugendwissen und -verständnis herangehen.